# Plug In Baby
〈Plug In Baby〉는 밴드 뮤즈의 노래이다. 두 번째 정규 앨범 《Origin of Symmetry》의 리드 싱글로, 영국 싱글 차트 11위를 한 곡이다.